# تيري وودز (روائية)
تيري وودز (بالإنجليزية: Teri Woods)‏ (1968)؛ روائية أمريكية، من روّاد أدب المدينة، حيث تُعد من أوائل وأشهر ممن ألّف وكتب هذا النوع من الأدب.